# Paulo Coelho
Pour les articles homonymes, voir Coelho.
 (mai 2008).
Si vous disposez d'ouvrages ou d'articles de référence ou si vous connaissez des sites web de qualité traitant du thème abordé ici, merci de compléter l'article en donnant les références utiles à sa vérifiabilité et en les liant à la section « Notes et références ».
Paulo Coelho de Souza [ˈpawlu kuˈeʎu], né le 24 août 1947 à Rio de Janeiro, est un romancier, journaliste et un interprète brésilien. Il a acquis une renommée internationale avec la publication de L'Alchimiste (1988), vendu à 85 millions d'exemplaires. En ajoutant ses autres ouvrages, ce sont 350 millions d'exemplaires vendus à travers le monde. Ses romans ont été traduits dans 83 langues.

## Biographie
Paulo Coelho de Souza est né à Rio de Janeiro ; son père était ingénieur appartenant à la classe moyenne brésilienne. Il fréquente l’école jésuite de San Ignacio. Ses parents le veulent ingénieur, Paulo aime le théâtre. Quand il annonce à sa mère qu'il souhaite devenir écrivain, sa mère lui répond : « Mon chéri, ton père est un ingénieur. C'est un homme raisonnable et logique avec une vision très nette du monde. Sais-tu exactement ce qu’est un écrivain ? ». Après quelques recherches, Paulo découvre qu'un écrivain « porte toujours des lunettes et ne se coiffe jamais » et a le devoir « de ne jamais être compris par sa génération ».
Introverti et rebelle, il s'oppose au chemin tracé par ses parents. Son père, désemparé par cet enfant difficile, le fait interner dans un hôpital psychiatrique alors qu’il n’avait que dix-sept ans. Il s'en est échappé trois fois avant d’être relâché à l'âge de 20 ans. Paulo Coelho dit à ce sujet « Ils n'ont pas fait ça pour me faire souffrir... mais ils ne savaient pas quoi faire. Ils n'ont pas fait ça pour me détruire, ils ont fait ça pour me sauver. » Bien des années plus tard, l’écrivain puisera dans cette expérience pénible le matériau de son roman Veronika décide de mourir.
Les années 1960 voient l’explosion internationale du mouvement hippie. Paulo y souscrit, ainsi qu’à tous ses excès. À l'âge de 23 ans, il abandonne sa ville natale pour voyager à travers le Mexique, le Pérou, la Bolivie et le Chili, ainsi qu'à travers l'Europe et l'Afrique du Nord. Deux ans plus tard, il revient au Brésil et commence à composer des paroles de chansons populaires, travaillant avec des musiciens tels que Raul Seixas. Leur association est un succès, et leur collaboration contribue à changer le visage de la scène rock brésilienne. Paulo Coelho s'est réconcilié avec la confession catholique en rencontrant sa femme Christina Oiticica, artiste peintre.
Il est brièvement emprisonné en 1974 sous le prétexte d'avoir commis des gestes subversifs contre la dictature brésilienne, et torturé durant son emprisonnement. Après cette expérience, Paulo Coelho aspire à une vie ordinaire. Il est alors journaliste spécialisé dans la musique brésilienne, puis il travaille chez Polygram et rencontre sa première épouse. Cet épisode de « normalité » ne dure que quelques années. En 1978, il quitte sa femme et son travail.
Son questionnement spirituel l'amène à participer à bien des expériences, y compris des rituels de magie noire.
Sur le chemin du pèlerinage de Saint-Jacques-de-Compostelle, il trouve l'inspiration de son premier livre, Le Pèlerin de Compostelle, publié en 1987, mais qui ne sera exporté que dix ans plus tard. Dans une interview il raconte : « J'étais très heureux dans ce que je faisais. Je faisais quelque chose qui me donnait nourriture et eau. Je travaillais, j'avais une personne que j'aimais à mes côtés, j'avais de l'argent. Mais je ne vivais pas mon rêve. Mon rêve était, et l'est toujours, de devenir écrivain. »
Il laisse tomber sa carrière d’interprète pour se consacrer entièrement aux livres.
Paulo Coelho a épousé en secondes noces en 1980 l'artiste-peintre brésilienne Christina Oiticica. Il habite à Genève puis à Tarbes, dans le sud-ouest de la France, ville dont il se déclara amoureux, en dehors des périodes où il voyage pour promouvoir son œuvre. Il consacre une partie de ses revenus à sa fondation qui s'occupe de jeunes et de personnes âgées délaissées à Rio de Janeiro.

## Carrière
En 1987, Paulo Coelho publie Le Pèlerin de Compostelle.
En 1988, il publie le roman qui le rend célèbre L'Alchimiste (traduit en français en 1994). La légende qui est à la source de son ouvrage est celle du fondateur d'une synagogue de Cracovie : Isaac Jakubowicz. Le roman est basé sur une nouvelle de Jorge Luis Borges, Le Conte des deux rêveurs.
Il est également l'auteur de Sur le bord de la rivière Piedra, je me suis assise et j'ai pleuré, traduit en 23 langues, et de Maktub en 1994, Le Démon et Mademoiselle Prym en 2000, Onze minutes en 2003, Manuel du guerrier de la lumière, La Cinquième Montagne, Le Zahir, Comme le fleuve qui coule, La Sorcière de Portobello, La Solitude du vainqueur, Brida et Aleph en 2010, Le Manuscrit retrouvé en 2012 et Adultère en 2014.
Il a vendu plus de 350 millions de livres à travers le monde et ses ouvrages ont été traduits en 81 langues. Il a gagné de nombreux prix littéraires dans divers pays, y compris une mention du prestigieux Prix littéraire de Dublin pour Veronika décide de mourir.
En 2021, le magazine suisse Bilan estime sa fortune entre 500 et 600 millions de francs suisses.
Il est chevalier de l'ordre national de la Légion d'honneur et il a reçu de nombreux prix internationaux prestigieux. Il est également membre de l'Académie des lettres brésilienne depuis 2002 et « Messager de la paix » des Nations unies depuis 2007.
Paulo Coelho est un des rares écrivains à être l'objet de fan-clubs officiels, au Brésil son pays natal mais aussi en Italie, en Espagne, en Pologne, au Portugal, en Grèce et également en France.

## Style
Les livres de Paulo Coelho sont des romans à tendance philosophique abordant la spiritualité, à la manière d'un vaste conte. Une spiritualité syncrétique, qui méconnaît les orthodoxies, empruntant à des traditions très diverses, et parfois contradictoires : religions, courants philosophiques, mysticisme, spiritisme, méditation, surnaturel, ésotérisme, etc. Le style fluide et direct, aisé à traduire, et la trame simple des récits ont permis à Paulo Coelho de toucher un très vaste lectorat, dans toutes les cultures.
Cette écriture simpliste lui vaut toutefois d'être considéré par une grande partie de la critique comme un écrivain mineur aux moyens faciles, dans la lignée du roman populaire, voire des manuels de « développement personnel », proposant une spiritualité insaisissable, sans fondement solide. Au Brésil, bien qu'il y soit l'écrivain le plus connu, et membre de l'Académie des lettres brésilienne depuis 2002, il est critiqué entre autres pour son manque d'originalité, l'immense publicité qui accompagne la sortie de chacune de ses œuvres et ses fautes de grammaire. Habitué à ces reproches, Coelho rétorque régulièrement que le fait que ses livres soient lus par un si large public lui suffit.

## Thèmes
Les récits de Paulo Coelho abordent des thèmes propres à chacun, notamment ceux concernant les rêves, les projets, la religion, les faiblesses, les doutes, et le sens de la vie… Ces thèmes concis ne s'embarrassent guère d'un décor somptueux : l'essentiel étant l'histoire des deux ou trois personnages bien ciblés qui se mesurent au destin.

### La «légende personnelle»
La « légende personnelle » est une expression utilisée par l’écrivain Paulo Coelho dans son livre L'Alchimiste. Selon lui, nous serions tous porteurs d'un destin particulier et favorable. L'accomplissement de ce destin, qu’il nomme la « légende personnelle », dépendrait de notre capacité à retrouver nos envies profondes.
« Si vous écoutez votre cœur, vous savez précisément ce que vous avez à faire sur Terre. Enfant, nous avons tous su. Mais parce que nous avons peur d’être désappointé, peur de ne pas réussir à réaliser notre rêve, nous n’écoutons plus notre cœur. Ceci dit, il est normal de nous éloigner à un moment ou à un autre de notre Légende Personnelle. Ce n’est pas grave car, à plusieurs reprises, la vie nous donne la possibilité de recoller à cette trajectoire idéale. » (extrait de l’interview en lien externe)

## La Fondation Paulo Coelho
En novembre 2014, Paulo Coelho a achevé de mettre en ligne près de 80 000 documents – manuscrits, journaux, photos, lettres de lecteurs, coupures de presse – créant ainsi une vitrine sur le net pour la Fondation Paulo Coelho qui est basée à Genève.

## Œuvres
Dates de parution en français
- Le Pèlerin de Compostelle, J'ai Lu, 1987
- L'Alchimiste, J'ai Lu, sorti en 1988  (ISBN 978-2-910188-13-9), 1995 (édition illustrée par Mœbius)  (ISBN 978-2-910188-70-2), édition de poche J'ai lu, 1996  (ISBN 978-2-290-00444-9)
- Sur le bord de la rivière Piedra, je me suis assise et j'ai pleuré, J'ai Lu, 1994
- La Cinquième Montagne, J'ai Lu, 1996
- Manuel du guerrier de la lumière, J'ai Lu, 1997  (ISBN 978-2-84337-074-8)
- (livre collectif avec un conte de Paulo Coelho) Contes de Noël brésiliens, Albin Michel, 1997.
- (écrit avec Juan Arias) Conversations avec Paulo Coelho, J'ai Lu, 1999[10]
- Veronika décide de mourir, J'ai Lu, 1998
- Le Démon et mademoiselle Prym (O Demônio e a Srta. Prym), J'ai Lu, 2000
- Onze minutes, J'ai Lu, 2003
- Maktub, J'ai Lu, 2004
- Le Zahir, Flammarion, 2005  (ISBN 978-2-0806-8843-9)
- Comme le fleuve qui coule, Flammarion, 2006
- La Sorcière de Portobello, Flammarion, 2007, 380 p.  (ISBN 978-2-0812-0261-0)
- La Solitude du vainqueur, Flammarion, 2009, 373 p.  (ISBN 978-2-0812-2277-9)
- Brida, Flammarion, 2010  (ISBN 978-2-0812-4068-1)
- Aleph, Flammarion, 2011  (ISBN 978-2-0812-5649-1)
- Le Manuscrit retrouvé, Flammarion, 2013  (ISBN 978-2-0812-9022-8)
- "Et le septième jour",Trilogie, J'ai Lu, 2014
- Adultère, Flammarion, 2014  (ISBN 978-2-08-133891-3)
- L'Espionne, Flammarion, 2016  (ISBN 978-2-08-139565-7)
- Hippie, Flammarion, 2018  (ISBN 978-2-0814-4242-9)
- La Voie de l'archer, Flammarion, 2019  (ISBN 978-2-0814-9446-6)
- "Le pélerin de Compostelle", J'ai Lu, 2021
- Le Don suprême, Flammarion, traduit par Élodie Dupau, 2023  (ISBN 9782080234476)
- "Les Valkyries", Flammarion, 2025

## Œuvres non publiées en France
- As Valkírias (Les Valkyries), 1992 publié en france en mai 2025 (isbn 978-2-0802-0751-7) flammarion

## Filmographie

### Comme scénariste
- 1979 : Amante Latino
- 1999 : Shark life's (WBC®)

### Comme compositeur
- 1998 : Rita Lee: Acústico MTV (vidéo)

## Hommages
- (12355) Coelho, astéroïde[11].

## Jeux-vidéo

### Comme scénariste
- 1997 : Pilgrim : Par le livre et par l'épée (design et personnages : Moebius), Infogrames

#### Bases de données et dictionnaires
- (en) Site officiel
- Ressources relatives à la musique :   - Discogs
  - Last.fm
  - MusicBrainz
- Ressources relatives à l'audiovisuel :   - AllMovie
  - Allociné
  - IMDb
- Ressources relatives à la littérature :   - Internet Speculative Fiction Database
  - NooSFere
- Ressource relative au spectacle :   - Les Archives du spectacle
- Ressource relative à la bande dessinée :   - BD Gest'
- Notices dans des dictionnaires ou encyclopédies généralistes :   - Britannica
  - Brockhaus
  - Den Store Danske Encyklopædi
  - Deutsche Biographie
  - Enciclopedia De Agostini
  - Enciclopédia Itaú Cultural
  - Gran Enciclopèdia Catalana
  - Hrvatska Enciklopedija
  - Internetowa encyklopedia PWN
  - Nationalencyklopedin
  - Munzinger
  - Proleksis enciklopedija
  - Store norske leksikon
  - Treccani
- Notices d'autorité :   - VIAF
  - ISNI
  - BnF (données)
  - IdRef
  - LCCN
  - GND
  - Italie
  - Japon
  - CiNii
  - Espagne
  - Belgique
  - Pays-Bas
  - Pologne
  - Israël
  - NUKAT
  - Catalogne
  - Suède
  - Canada